# Bahnhof Okazakikōen-mae
Der Bahnhof Okazakikōen-mae (jap. 岡崎公園前駅, Okazakikōen-mae-eki) ist ein Bahnhof auf der japanischen Insel Honshū. Er wird von der Bahngesellschaft Meitetsu (Nagoya Tetsudō) betrieben und befindet sich in der Präfektur Aichi auf dem Gebiet der Stadt Okazaki südöstlich von Nagoya.

## Verbindungen
Okazakikōen-mae ist ein Zwischenbahnhof an der Meitetsu Nagoya-Hauptlinie, der wichtigsten Bahnstrecke der Gesellschaft Meitetsu, die von Toyohashi über Nagoya nach Gifu führt. Lokalzüge mit Halt an allen Zwischenbahnhöfen verkehren im Viertelstundentakt von Higashi-Okazaki über Chiryū, Kanayama und Meitetsu Nagoya nach Iwakura; die Hälfte von ihnen fahren weiter nach Inuyama. Es besteht auch die Möglichkeit, im unmittelbar benachbarten Bahnhof Naka-Okazaki zur hier kreuzenden Aichi-Ringlinie umzusteigen. Buslinien halten hier keine.

## Anlage
Der Bahnhof steht an der Grenze zwischen den Stadtteilen Nakaokazakichō im Norden und Itayachō im Süden, auf einer Halbinsel zwischen den Flüssen Yahagi und Oto. Die Umgebung ist von Wohnvierteln geprägt, auf einem Hügel etwa 300 Meter weiter östlich befindet sich die aus dem 15. Jahrhundert stammende Burg Okazaki. Die Anlage ist annähernd von Westen nach Osten ausgerichtet und umfasst zwei Gleise an zwei nicht überdachten Seitenbahnsteigen. Diese sind an über eine gedeckte Fußgängerbrücke mit dem Empfangsgebäude an der Nordwestseite verbunden. Unmittelbar westlich des Bahnsteigendes kreuzt die Aichi-Ringlinie auf einem Viadukt die Trasse der Meitetsu Nagoya-Hauptlinie. Der Bahnhof Naka-Okazaki der Gesellschaft Aichi Kanjō Tetsudō ist nur wenige Schritte entfernt und beide Bahnhöfe teilen sich denselben Vorplatz. Zwar gibt es keine direkte Verbindung zwischen den jeweiligen Bahnsteigen, gemeinsam ähneln die Bahnhöfe von ihrer Funktion her aber einem Turmbahnhof.
Üblicherweise ist der Bahnhof nicht mit Personal besetzt, außer Anfang August während der jährlichen Feuerwerkshow um die Burg herum. Da diese jeweils sehr viele Zuschauer anziehen, werden Verstärkerzüge eingesetzt und es halten ausnahmsweise auch Schnellzüge in Okazakikōen-mae.
Im Fiskaljahr 2019 nutzten durchschnittlich 4970 Fahrgäste täglich den Bahnhof.

## Gleise
| 1 | ▉ Nagoya-Hauptlinie | Chiryū • Kanayama • Meitetsu Nagoya • Meitetsu Gifu / Inuyama • Shin-Unuma / Saya |
| 2 | ▉ Nagoya-Hauptlinie | Kō • Toyohashi                                                                    |

## Bilder

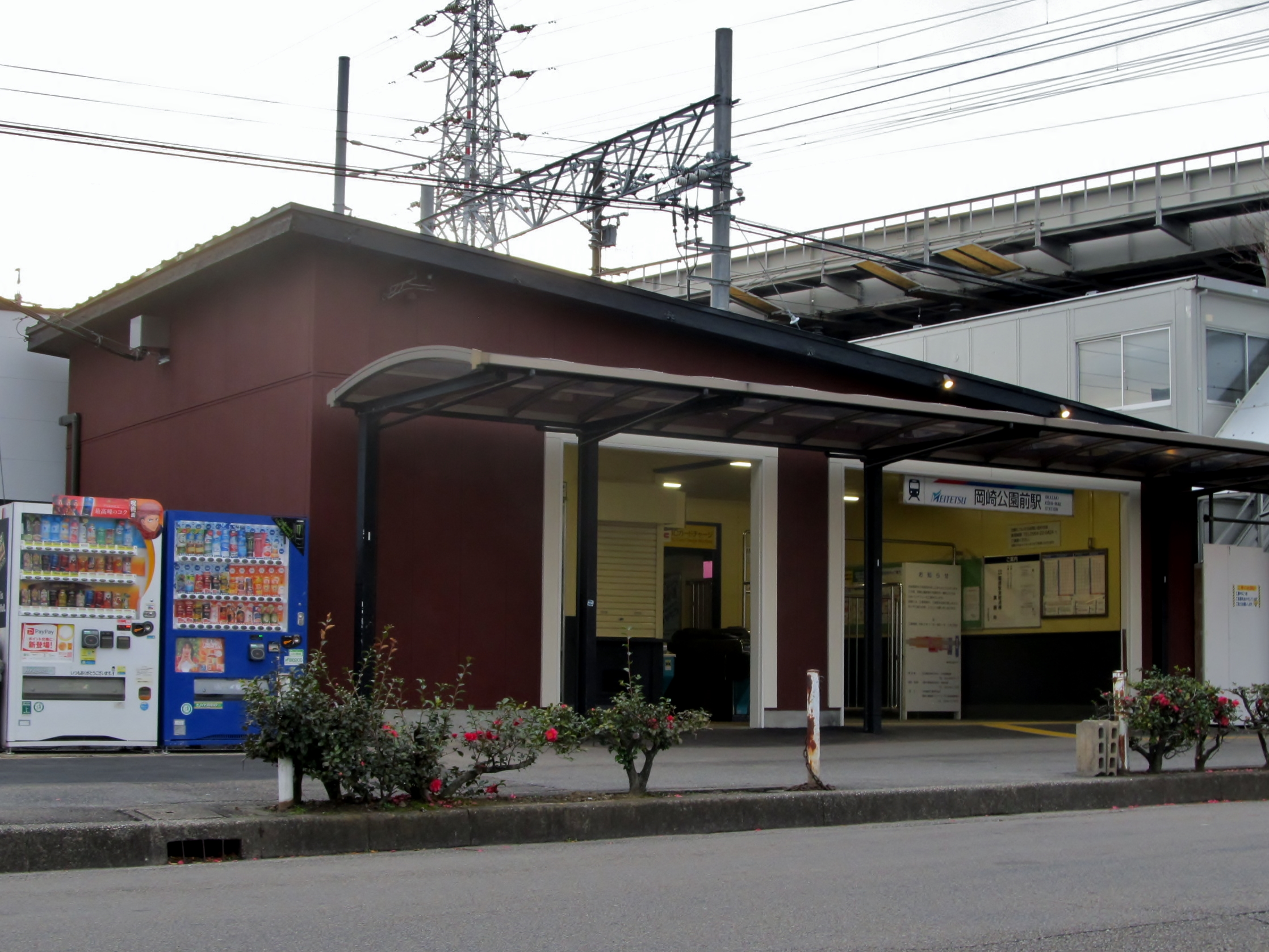
Empfangsgebäude
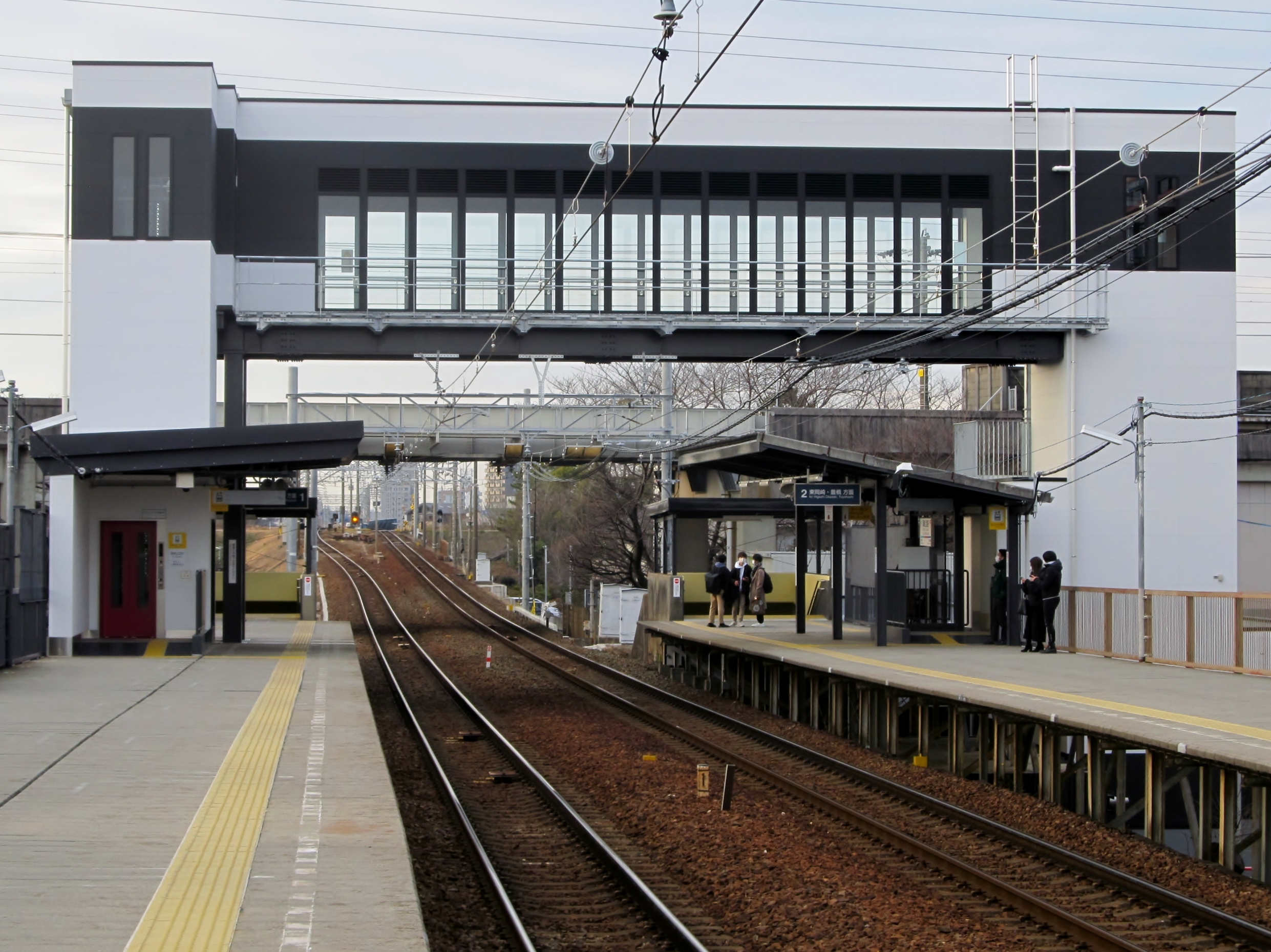
Bahnsteige und Fußgängerbrücke
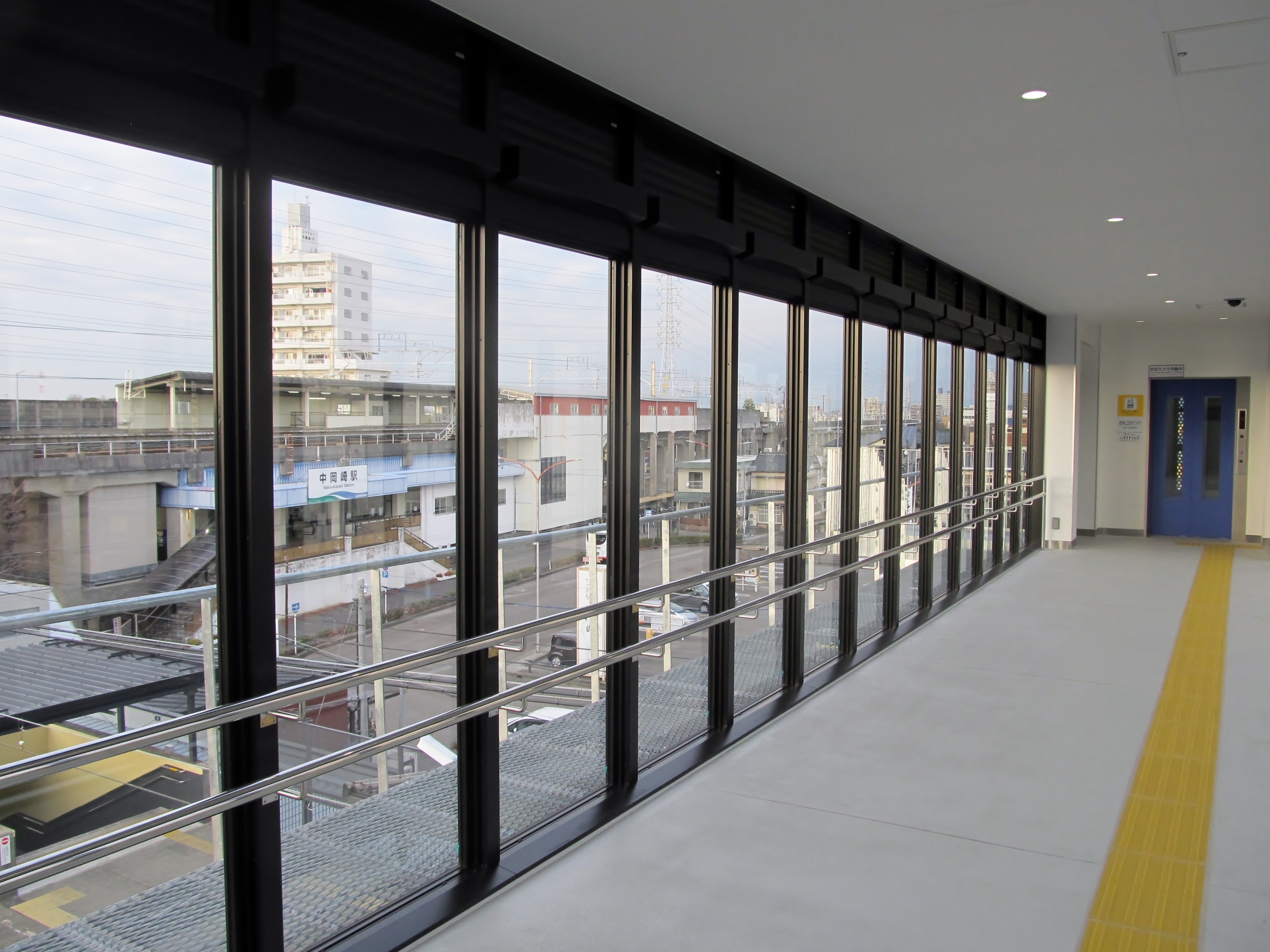
Blick von der Fußgängerbrücke zum Bahnhof Naka-Okazaki
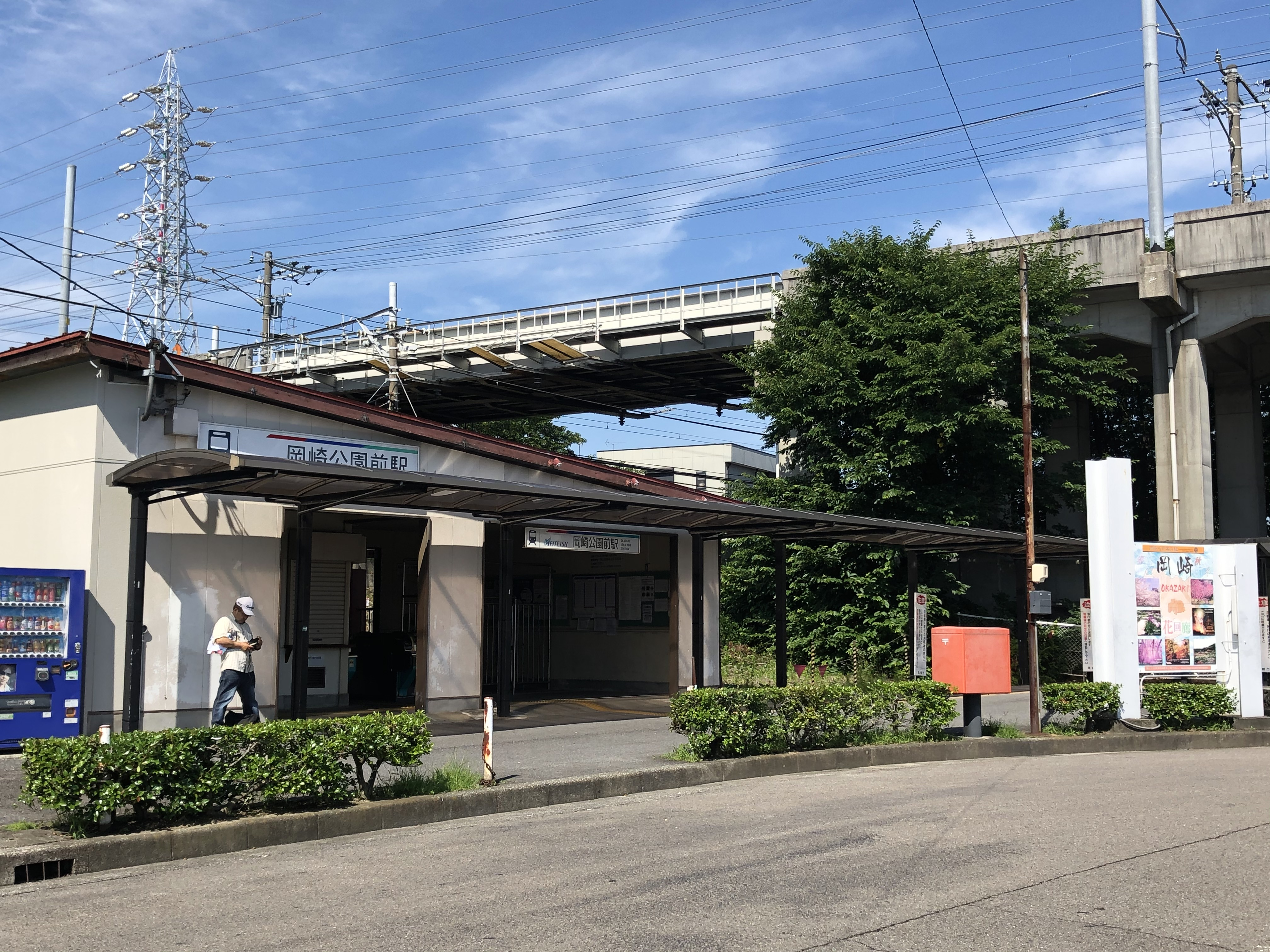
Viadukt der Aichi-Ringlinie im Hintergrund
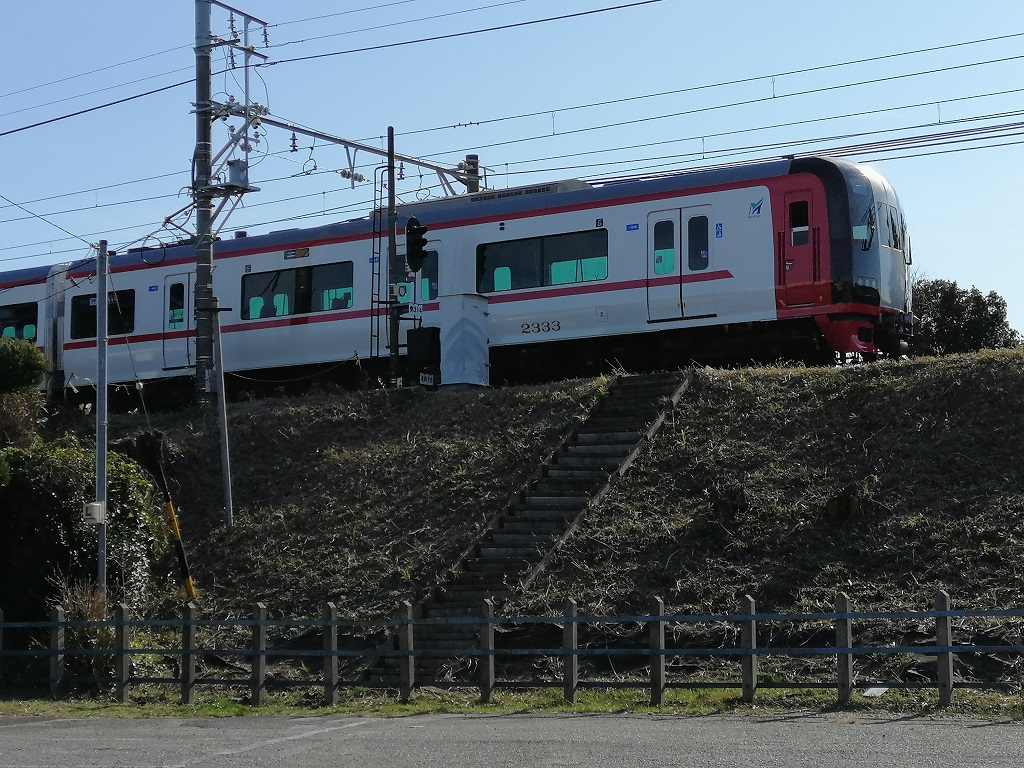
In der Nähe des Standorts vor dem Umzug an den aktuellen Standort (2020)

## Linien
| Verlauf der Meitetsu Nagoya-Hauptlinie |
| --- |
| Toyohashi • Ina • Odabuchi • Kō • Goyu • Meiden Akasaka • Meiden Nagasawa • Motojuku • Meiden Yamanaka • Fujikawa • Miai • Otogawa • Higashi-Okazaki • Okazakikōen-mae • Yahagibashi • Utō • Shin-Anjō • Ushida • Chiryū • Hitotsugi • Fujimatsu • Toyoake • Zengo • Chūkyō-keibajō-mae • Arimatsu • Sakyōyama • Narumi • Moto Hoshizaki • Moto Kasadera • Sakura • Yobitsugi • Horita • Jingū-mae • Kanayama • Sannō • Meitetsu Nagoya • Sakō • Higashi-Biwajima • Nishi-Biwajima • Futatsu-iri • Shinkawa-bashi • Sukaguchi • Marunouchi • Shin-Kiyosu • Ōsato • Okuda • • Kōnomiya • Shima-ujinaga • Myōkōji • Meitetsu Ichinomiya • Imaise • Iwato • Shin-Kisogawa • Kuroda • Kisogawa-zutsumi • Kasamatsu • Ginan • Chajo • Kanō • Meitetsu Gifu |

## Geschichte
Am 1. Juni 1923 eröffnete die Aichi Denki Tetsudō (Aiden) den Bahnhof unter dem Namen Nishi-Okazaki (西岡崎), zusammen mit dem in Shin-Chiryū beginnenden Abschnitt der damals so bezeichneten Okazaki-Linie. Zweieinhalb Monate lang befand sich hier die östliche Endstation, bis zur Verlängerung der Strecke nach Higashi-Okazaki am 8. August desselben Jahres. Wegen des Doppelspurausbaus zwischen der Yahagi-Brücke und Higashi-Okazaki wurde der Bahnhof am 5. Juni 1925 um 260 Meter nach Westen verschoben. 1935 fusionierte die Aiden mit der Meigi Tetsudō zur Meitetsu. Da der nahe gelegene Schlosspark während des Hanami ein weitherum bekannter Ort zur Beobachtung blühender Kirschbäume ist, erhielt der Bahnhof am 1. April 1936 seinen heutigen Namen. Im Zusammenhang mit dem Ausbau der hier kreuzenden Aichi-Ringlinie versetzte die Meitetsu den Bahnhof am 1. Dezember 1976 an seinen heutigen Standort, um bessere Umsteigemöglichkeiten zu schaffen. Seit dem 10. Dezember 2021 ist der Bahnhof mit der Eröffnung einer neuen Fußgängerbrücke mit Aufzügen barrierefrei.